# Населення Тунісу
Населення Тунісу. Чисельність населення країни 2015 року становила 11,037 млн осіб (79-те місце у світі). Чисельність тунісців стабільно збільшується, народжуваність 2015 року становила 16,64 ‰ (113-те місце у світі), смертність — 5,98 ‰ (166-те місце у світі), природний приріст — 0,89 % (126-те місце у світі) . 

## Природний рух

### Відтворення
Народжуваність у Тунісі, станом на 2015 рік, дорівнює 16,64 ‰ (113-те місце у світі). Коефіцієнт потенційної народжуваності 2015 року становив 1,99 дитини на одну жінку (122-ге місце у світі). Рівень застосування контрацепції 62,5 % (станом на 2012 рік).
Смертність у Тунісі 2015 року становила 5,98 ‰ (166-те місце у світі).
Природний приріст населення в країні 2015 року становив 0,89 % (126-те місце у світі).

### Вікова структура

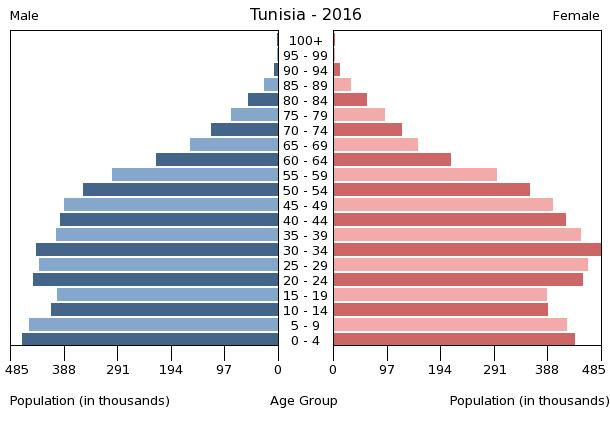
Віково-статева піраміда населення Тунісу, 2016 рік

Середній вік населення Тунісу становить 32,4 року (97-ме місце у світі): для чоловіків — 31,9, для жінок — 32,7 року. Очікувана середня тривалість життя 2015 року становила 75,89 року (93-тє місце у світі), для чоловіків — 73,79 року, для жінок — 78,14 року.
Вікова структура населення Тунісу, станом на 2015 рік, мала такий вигляд:
- діти віком до 14 років — 23,03 % (1 309 910 чоловіків, 1 232 149 жінок);
- молодь віком 15—24 роки — 15,53 % (860 967 чоловіків, 853 501 жінка);
- дорослі віком 25—54 роки — 44,58 % (2 388 056 чоловіків, 2 532 035 жінок);
- особи передпохилого віку (55—64 роки) — 8,82 % (494 054 чоловіки, 479 469 жінок);
- особи похилого віку (65 років і старіші) — 8,04 % (435 737 чоловіків, 451 346 жінок)[1].

## Розселення
Густота населення країни 2015 року становила 72,4 особи/км² (143-тє місце у світі).

### Урбанізація
Туніс високоурбанізована країна. Рівень урбанізованості становить 66,8 % населення країни (станом на 2015 рік), темпи зростання частки міського населення — 1,38 % (оцінка тренду за 2010—2015 роки).
Головні міста держави: Туніс (столиця) — 1,993 млн осіб (дані за 2015 рік).

### Міграції
Річний рівень еміграції 2015 року становив 1,73 ‰ (161-ше місце у світі). Цей показник не враховує різниці між законними і незаконними мігрантами, між біженцями, трудовими мігрантами та іншими.
Туніс є членом Міжнародної організації з міграції (IOM).

## Расово-етнічний склад
| Етнічний склад (2012 рік) | Етнічний склад (2012 рік) | Етнічний склад (2012 рік) | Етнічний склад (2012 рік) | Етнічний склад (2012 рік) |
| ------------------------- | ------------------------- | ------------------------- | ------------------------- | ------------------------- |
| Етнос:                    |                           |                           | Відсоток:                 |                           |
| араби                     | араби                     |                           | 98%                       | 98%                       |
| європейці                 | європейці                 |                           | 1%                        | 1%                        |
| інші                      | інші                      |                           | 1%                        | 1%                        |

Головні етноси країни: араби — 98 %, європейці — 1 %, євреї та інші — 1 % населення (оціночні дані за 2010 рік).

## Мови
| Мови Тунісу (2015 рік) | Мови Тунісу (2015 рік) | Мови Тунісу (2015 рік) | Мови Тунісу (2015 рік) | Мови Тунісу (2015 рік) |
| ---------------------- | ---------------------- | ---------------------- | ---------------------- | ---------------------- |
| Мова:                  |                        |                        | Відсоток:              |                        |
| арабська               | арабська               |                        | %                      | %                      |
| французька             | французька             |                        | 60%                    | 60%                    |
| берберська             | берберська             |                        | %                      | %                      |

Офіційна мова: арабська. Інші поширені мови: французька (у сфері бізнесу й освіти) — 60 %, берберська (тамазігх).

## Релігії
| Релігії в Тунісі (2012 рік) | Релігії в Тунісі (2012 рік) | Релігії в Тунісі (2012 рік) | Релігії в Тунісі (2012 рік) | Релігії в Тунісі (2012 рік) |
| --------------------------- | --------------------------- | --------------------------- | --------------------------- | --------------------------- |
| Віросповідання:             |                             |                             | Відсоток:                   |                             |
| мусульмани                  | мусульмани                  |                             | 99.1%                       | 99.1%                       |
| інші                        | інші                        |                             | 1%                          | 1%                          |

Головні релігії й вірування, які сповідує, і конфесії та церковні організації, до яких відносить себе населення країни: іслам (державна релігія, сунізм) — 99,1 %, інші (християнство, юдаїзм, шиїзм, бахаїзм) — 1 % (станом на 2015 рік).

## Освіта
Рівень письменності 2015 року становив 81,8 % дорослого населення (віком від 15 років): 89,6 % — серед чоловіків, 74,2 % — серед жінок.
Державні витрати на освіту становлять 6,2 % ВВП країни, станом на 2012 рік (38-ме місце у світі). Середня тривалість освіти становить 15 років (станом на 2014 рік).

## Охорона здоров'я
Забезпеченість лікарями у країні на рівні 1,22 лікаря на 1000 мешканців (станом на 2010 рік). Забезпеченість лікарняними ліжками в стаціонарах — 2,1 ліжка на 1000 мешканців (станом на 2012 рік). Загальні витрати на охорону здоров'я 2014 року становили 7 % ВВП країни (80-те місце у світі).
Смертність немовлят до 1 року, станом на 2015 рік, становила 22,35 ‰ (79-те місце у світі); хлопчиків — 25,71 ‰, дівчаток — 18,76 ‰. Рівень материнської смертності 2015 року становив 62 випадків на 100 тис. народжень (104-те місце у світі).
Туніс входить до складу ряду міжнародних організацій: Міжнародного руху (ICRM) і Міжнародної федерації товариств Червоного Хреста і Червоного Півмісяця (IFRCS), Дитячого фонду ООН (UNISEF), Всесвітньої організації охорони здоров'я (WHO).

### Захворювання
2014 року зареєстровано 2,7 тис. хворих на СНІД (116-те місце у світі), це 0,04 % населення в репродуктивному віці 15—49 років (123-тє місце у світі). Смертність 2014 року від цієї хвороби становила приблизно 100 осіб (104-те місце у світі).
Частка дорослого населення з високим індексом маси тіла 2014 року становила 27,1 % (80-те місце у світі); частка дітей віком до 5 років зі зниженою масою тіла становила 2,3 % (оцінка на 2012 рік). Ця статистика показує як власне стан харчування, так і наявну/гіпотетичну поширеність різних захворювань.

### Санітарія
Доступ до облаштованих джерел питної води 2015 року мало 100 % населення в містах і 93,2 % в сільській місцевості; загалом 97,7 % населення країни. Відсоток забезпеченості населення доступом до облаштованого водовідведення (каналізація, септик): в містах — 97,4 %, в сільській місцевості — 79,8 %, загалом по країні — 91,6 % (станом на 2015 рік). Споживання прісної води, станом на 2001 рік, дорівнює 2,85 км³ на рік, або 295,8 тонни на одного мешканця на рік: з яких 14 % припадає на побутові, 4 % — на промислові, 82 % — на сільськогосподарські потреби.

## Соціально-економічне становище
Співвідношення осіб, що в економічному плані залежать від інших, до осіб працездатного віку (15—64 роки) загалом становить 44,8 % (станом на 2015 рік): частка дітей — 33,8 %; частка осіб похилого віку — 11 %, або 9,1 потенційно працездатного на 1 пенсіонера. Загалом ці показники характеризують рівень потреби державної допомоги в секторах освіти, охорони здоров'я та пенсійного забезпечення, відповідно. За межею бідності 2010 року перебувало 15,5 % населення країни. Розподіл доходів домогосподарств у країні має такий вигляд: нижній дециль — 2,6 %, верхній дециль — 27 % (станом на 2010 рік).
Станом на 2016 рік, уся країна електрифікована, усе населення країни мало доступ до електромереж. Рівень проникнення інтернет-технологій середній. Станом на липень 2015 року в країні налічувалось 5,355 млн унікальних інтернет-користувачів (65-те місце у світі), що становило 48,5 % загальної кількості населення країни.

### Трудові ресурси
Загальні трудові ресурси 2015 року становили 4,044 млн осіб (92-ге місце у світі). Зайнятість економічно активного населення у господарстві країни розподіляється таким чином: аграрне, лісове і рибне господарства — 14,8 %; промисловість і будівництво — 33,2 %; сфера послуг — 51,7 % (станом на 2014 рік). Безробіття 2015 року дорівнювало 15,4 % працездатного населення, 2014 року — 14,9 % (154-те місце у світі); серед молоді у віці 15—24 років ця частка становила 37,6 %, серед юнаків — 35,7 %, серед дівчат — 41,8 % (10-те місце у світі).

## Кримінал

### Торгівля людьми
Згідно зі щорічною доповіддю про торгівлю людьми (англ. Trafficking in Persons Report) Управління з моніторингу та боротьби з торгівлею людьми Державного департаменту США, уряд Тунісу докладає значних зусиль у боротьбі з явищем примусової праці, сексуальної експлуатації, незаконною торгівлею внутрішніми органами, але не повною мірою, країна перебуває у списку спостереження другого рівня.

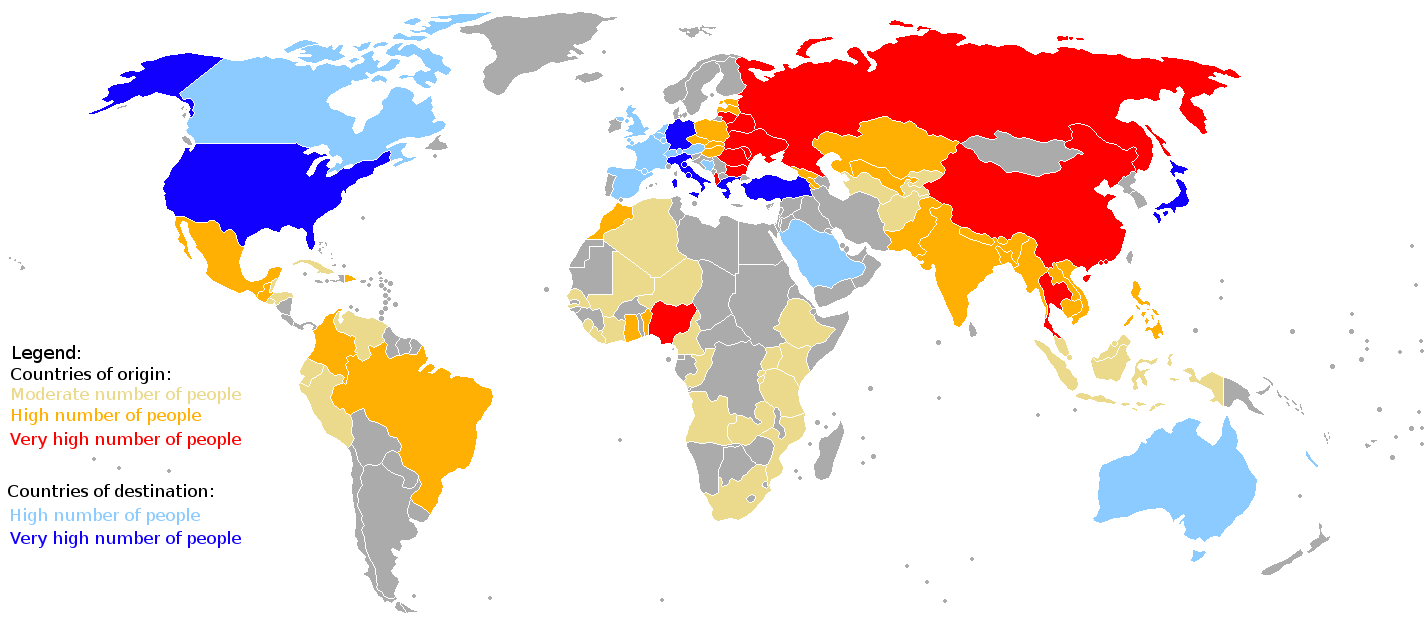
Країни-донори (червоний) і країни-реципієнти кримінальних потоків  (англ.)
Глобальна боротьба з торгівлею людьми (англ.)

## Гендерний стан
Статеве співвідношення (оцінка 2015 року):
- при народженні — 1,07 особи чоловічої статі на 1 особу жіночої;
- у віці до 14 років — 1,06 особи чоловічої статі на 1 особу жіночої;
- у віці 15—24 років — 1,01 особи чоловічої статі на 1 особу жіночої;
- у віці 25—54 років — 0,94 особи чоловічої статі на 1 особу жіночої;
- у віці 55—64 років — 1,03 особи чоловічої статі на 1 особу жіночої;
- у віці за 64 роки — 0,97 особи чоловічої статі на 1 особу жіночої;
- загалом — 0,99 особи чоловічої статі на 1 особу жіночої[1].

## Демографічні дослідження
Демографічні дослідження в країні ведуться рядом державних і наукових установ:

### Українською
- Атлас. 10—11 клас. Економічна і соціальна географія світу / упорядники :  О. Я. Скуратович, Н. І. Чанцева. — К. : ДНВП «Картографія», 2010. — ISBN 978-966-475-639-3.
- Атлас світу / голов. ред. І. С. Руденко ; зав. ред. В. В. Радченко ; відп. ред. О. В. Вакуленко. — К. : ДНВП «Картографія», 2005. — 336 с. — ISBN 9666315467.
- Безуглий В. В. Економічна і соціальна географія зарубіжних країн : Навчальний посібник. — К. : ВЦ «Академія», 2007. — 704 с. — ISBN 978-966-580-239-6.
- Безуглий В. В., Козинець С. В. Регіональна економічна і соціальна географія світу : Навчальний посібник. — видання 2-ге, доп., перероб. — К. : ВЦ «Академія», 2007. — 688 с. — ISBN 966-580-144-9.
- Головченко В. І., Кравчук О. Країнознавство: Азія, Африка, Латинська Америка, Австралія і Океанія. — К., 2006. — 335 с. — ISBN 966-8939-04-2.
- Гудзеляк І. І. Географія населення: Навчальний посібник / І. Гудзеляк. — Л. : Видавничий центр ЛНУ імені Івана Франка, 2008. — 232 с. — ISBN 978-966-613-599-8.
- Дахно І. І. Країни світу: Енциклопедичний довідник / І. І. Дахно, С. М. Тимофієв. — К. : Мапа, 2011. — 606 с. — (Бібліотека нового українця) — ISBN 978-966-8804-23-6.
- Дахно І. І. Економічна географія зарубіжних країн : навчальний посібник. — К. : Центр учбової літератури, 2014. — 319 с. — ISBN 978-611-01-0682-5.
- Джаман В. О. Регіональні системи розселення: демографічні аспекти. — Чернівці : Рута, 2003. — 392 с. — ISBN 9665685988.
- Дорошенко Л. С. Демографія: Навчальний посібник. — К. : МАУП, 2005. — 112 с. — ISBN 966-608-442-2.
- Дубович І. А. Країнознавчий словник-довідник. — 5-те вид., перероб. і доп. — К. : Знання, 2008. — 839 с. — ISBN 978-966-346-330-8.
- Економічна і соціальна географія країн світу. Навчальний посібник / За ред. Кузика С. П. — Л. : Світ, 2002. — 672 с. — ISBN 966-603-178-7.
- Загальна медична географія світу / В. О. Шевченко [та ін.] — К. : [б.в.], 1998. — 178 с.
- Книш М. М., Мамчур О. І. Регіональна економічна і соціальна географія світу (Латинська Америка та Карибські країни, Африка, Азія, Океанія) : навч. посіб. — Л. : ЛНУ ім. Івана Франка, 2013. — 368 с. — ISBN 978-617-10-0007-0.
- Крисаченко В. С. Динаміка населення: Популяційні, етнічні та глобальні виміри. — К. : Видавництво Національного інституту стратегічних досліджень, 2005. — 368 с. — ISBN 966-554-083-1.
- Любіцева О. О., Мезенцев К. В., Павлов С. В. Географія релігій. — К. : АртЕК, 1999. — 504 с. — ISBN 966-505-006-0.
- Масляк П. О. Країнознавство. — К. : Знання, 2007. — 292 с. — (Вища освіта XXI століття)
- Масляк П. О., Дахно І. І. Економічна і соціальна географія світу / П. О. Масляк, І. І. Дахно ; за ред. П. О. Масляка. — К. : Вежа, 2003. — 280 с. — ISBN 966-7091-53-8.

### Російською
- (рос.) Тунис // Демографический энциклопедический словарь / главн. ред. Валентей Д. И. — М. : Советская энциклопедия, 1985. — 608 с.
- (рос.) Тунис // Африка: энциклопедический справочник [в 2-х тт.] / гл. ред. А. Громыко. — М. : Советская энциклопедия, 1987. — Т. 2. — 671 с.
- (рос.) Тунис // Страны и народы. Африка. Общий обзор. Северная Африка / Редкол. : А. А. Громыко и др. — М. : «Мысль», 1982. — 349 с. — (Страны и народы) — 180 тис. прим.
- (рос.) Атлас народов мира / Отв. ред. С. И. Брук и В. С. Апенченко. — М. : ГУГК ГГК СССР и Институт этнографии им. Н. Н. Миклухо-Маклая АН СССР, 1964. — 185 с. — 20 тис. прим.
- (рос.) Численность и расселение народов мира. Этнографические очерки / под ред. С. И. Брука. — М. : Издательство АН СССР, 1962. — 487 с.
- (рос.) Лаппо Г. М. География городов: Учебное пособие для географических факультетов вузов. — М. : Туманит, изд. центр ВЛАДОС, 1997. — 476 с. — ISBN 5-691-00047-0.
- (рос.) Ягельский А. География населения. — М. : Прогресс, 1980. — 383 с.